# Разград (община)
Разград (болг. Община Разград) — община в Болгарии. Входит в состав Разградской области. Население составляет 70 938 человек (на 21.07.05 г.).

## Состав общины
В состав общины входят следующие населённые пункты:
1. Балкански
2. Благоево
3. Гецово
4. Дряновец
5. Дянково
6. Киченица
7. Липник
8. Мортагоново
9. Недоклан
10. Осенец
11. Островче
12. Побит-Камык
13. Пороиште
14. Просторно
15. Радинград
16. Разград
17. Раковски
18. Стражец
19. Топчии
20. Ушинци
21. Черковна
22. Ясеновец